# Institut Gallec d'Estadística
L'Institut Gallec d'Estadística (en gallec: Instituto Galego de Estatística, IGE), és un organisme autònom de la Xunta de Galícia creat l'any 1988 i que es regeix bàsicament per la Llei 9/1988 d'Estadística de Galícia.
En la seva missió de promoure el desenvolupament del sistema estadístic de la Comunitat Autònoma presta serveis de recompilació i difusió de la documentació estadística disponible, desenvolupa bases de dades d'interès públic, analitza les necessitats i l'evolució de la demanda d'estadístiques i assegurar la seva difusió.